# Křížová cesta (Dívčí Hrad)
Zaniklá Křížová cesta u Dívčího Hradu na Osoblažsku v okrese Bruntál, se nacházela na návrší severně od obce.

## Historie
Křížová cesta vedla z obce ke kapli zasvěcené svatému Hubertovi a Panně Marii. Tato kaple je středně velká, cihlová, neomítaná, se štítovým zvonovým nástavcem. Je opravená.
Původně byla kaplička zasvěcena Panně Marii - ochránkyni chudých. 28. července 2001 byla po opravě znovu vysvěcena Panně Marii a svatému Hubertovi.